# Google Trends
Google Trends è uno strumento, basato su Google, che permette di conoscere la frequenza di ricerca sui motori di ricerca del web di una determinata parola o frase: la ricerca e visualizzazione sono impostabili per nazione e per lingua e i risultati (cioè i trends, ovvero le "tendenze" correnti) sono mostrati accompagnando l'occorrenza con un grafico che sintetizza, nel tempo, l'andamento della sua popolarità (ricerca o visualizzazione). Si possono anche analizzare i dati di YouTube, altro servizio di proprietà di Google.
Come altre applicazioni Google si può accedere al servizio mediante un account in modo da personalizzare l'esperienza d'uso. Accedendo al canale "tendenze nelle ricerche" si possono visualizzare gli hot trends del momento, mentre nelle "classifiche" si trovano le top charts. Il comando "esplora" consente di personalizzare la ricerca mediante diversi parametri. Tutte le tendenze sono classificate in ordine di frequenza di ricerca.
Nel 2015 il servizio è stato rinnovato consentendo di selezionare la ricerca anche per argomento. La pagina iniziale mostra anche le recenti notizie di tendenza.
Importante evidenziare che l'andamento mostrato di "interesse nel tempo" non mostra il numero di ricerche assolute ma una frequenza relativa: il numero 100 la maggior frequenza di ricerca del termine, valore 50 la metà, valore 0 indica un numero di dati nullo o comunque troppo esiguo. Confrontando termini di ricerca differenti, si può rendere l'idea della proporzione.

## Caratteristiche principali
La sezione principale è "Esplora", le altre sono "Tendenze nelle ricerche" e "Un anno di ricerche".
- scelta zona geografica, periodo di tempo, categorie e sorgente di ricerca (Google web, Google Immagini, ecc)
- interesse nel tempo, con frequenza relativa da 0 a 100
- interesse per regione
- argomenti correlati
- query associate
- tendenze di ricerche (giornaliero, real time)
- un anno di ricerche (statistiche di ricerca dell'anno precedente)

## Ricerche Google
Digitando nella barra di ricerca dell'app Google o nella pagina web del motore di ricerca Google, compaiono i trends del momento, identificati dal simbolo a forma di saetta.